# Джан, Ясемин
Ясемин Джан (тур. Yasemin Can; настоящее имя — Вивиан Джемутаи (англ. Vivian Jemutai); род. 11 декабря 1996, Кения) — турецкая легкоатлетка кенийского происхождения, специализирующаяся в беге на длинные дистанции. Двукратная чемпионка Европы 2016 года в беге на 5000 и 10 000 метров. Двукратная чемпионка Европы по кроссу (2016 — в индивидуальном и командном первенстве). Финалист летних Олимпийских игр 2016 года.

## Биография
Талант кенийской бегуньи Вивиан Джемутаи одними из первых в 2014 году заметили турецкий менеджер Ондер Озбилен и тренер Карол Санта. К тому моменту они уже имели богатый опыт в натурализации и подготовке африканских бегунов для сборной Турции. 25 мая 2015 года Джемутаи получила гражданство новой страны и сменила имя на Ясемин Джан. Поскольку она ни разу не выступала за Кению на международных соревнованиях, ей удалось избежать трёхлетнего карантина для участия в главных международных стартах.
Дебютировала за Турцию на чемпионате Европы 2016 года и сразу стала открытием, не оставив шансов соперницам в беге на 5000 и 10 000 метров, в обоих случаях одержав победу с большим преимуществом.
Участвовала в Олимпийских играх в Рио-де-Жанейро в двух дисциплинах. В беге на 10 000 метров установила новый национальный рекорд и молодёжный рекорд Европы, 30.26,41, и заняла седьмое место. В финале на дистанции 5000 метров финишировала шестой.
В конце 2016 года выиграла два золота на чемпионате Европы по кроссу, в индивидуальном и командном первенстве.

## Основные результаты
| Год  | Турнир                     | Место проведения         | Дисциплина    | Место | Результат |
| ---- | -------------------------- | ------------------------ | ------------- | ----- | --------- |
| 2016 | Чемпионат Европы           | Амстердам, Нидерланды    | 5000 м        | 1-е   | 15.18,15  |
| 2016 | Чемпионат Европы           | Амстердам, Нидерланды    | 10 000 м      | 1-е   | 31.12,86  |
| 2016 | Олимпийские игры           | Рио-де-Жанейро, Бразилия | 5000 м        | 6-е   | 14.56,96  |
| 2016 | Олимпийские игры           | Рио-де-Жанейро, Бразилия | 10 000 м      | 7-е   | 30.26,41  |
| 2016 | Чемпионат Европы по кроссу | Кья, Италия              | кросс 7,97 км | 1-е   | 24.46     |